# Brotha Lynch Hung
Brotha Lynch Hung, pseudonimo di Kevin Danell Mann (Sacramento, 10 gennaio 1969), è un rapper e produttore discografico statunitense.
Dall'uscita del suo primo EP, 24 Deep, nel 1993, ha venduto oltre 1,4 milioni di copie in modo indipendente, senza dipendere da case discografiche o major. È considerato il creatore del genere horrorcore.

## Biografia
Brotha Lynch Hung è cresciuto come un ragazzo solitario conducendo una vita da strada, fatta di risse, violenza, droga e gang. Il panorama dell'epoca era segnato fortemente da queste appartenenze, motivo di odio e violenza nei confronti di appartenenti a gang diverse. Lo stesso Mann appartiene ad una rinomata gang del tempo, i Crips, una delle più temute e anziane bande nate a Los Angeles. Coinvolto in modo attivo in questa vita, rischiò seriamente la morte quando venne colpito in uno scontro a fuoco presso l'Arden Fair Mall, un centro commerciale della zona. Da allora, nella sua musica e nei suoi testi, inserisce in modo molto esplicito quello che ha subito, impregnando di morte e sofferenza i suoi testi.

### Carriera
Influenzato dal contesto sociale in cui si trova, iniziò ben presto ad ascoltare ed apprezzare brani di musica rap e hip-hop del periodo. Crebbe ascoltando Hot 97, e i più importanti rapper di New York del periodo, come Rakim e Slick Rick. Iniziò a rappare all'età di 13 anni firmando il suo primo contratto con la Black Market Records nel 1992, e solo l'anno dopo pubblicò il suo primo EP, 24 Deep. Sempre nel 1992, collaborò partecipando e producendo undici dei dodici brani presenti in Psycho Active, un album di debutto contenente tracce con tutti i rapper di Sacramento. Il suo album più noto è però Season of da Siccness, il disco di debutto pubblicato nel 1995, che si fece notare per i temi trattati, quali ultra-violenza, misoginia, stupri e cannibalismo. Seguirono diversi altri album come solista, pubblicato dalla Black Market, o in collaborazione con altri rapper con C-Bo, Doomsday Production, Tall Cann G, MC Eiht. Dopo alcuni anni in cui la sua popolarità calò, nel maggio 2009 firmò un contratto con la Midwest rapper Tech N9ne's Strange Music, e nel 2010 pubblicò un nuovo album dal titolo Dinner and a Movie,che riuscì a vendere oltre 7 000 copie in una sola settimana, cui seguì nel 2013 Mabbibalector.

## Controversie
Nel settembre del 1996, Joseph Edward Gallegos, un ragazzo di 18 anni residente nel Colorado, uccise tre suoi amici dopo aver ascoltato ripetutamente la canzone Locc 2 da Brain, traccia dell'album d'esordio del rapper. Lo stesso Gallegos, che venne poi ucciso in uno scontro a fuoco con la polizia del luogo, aveva motivato la strage dicendo di essere depresso per la rottura con la sua ragazza, ma il giudice che si occupò del caso, ed anche i suoi amici, ritennero che la musica, e soprattutto la canzone ascoltata, avesse avuto un ruolo importante nella strage.

## Discografia

### Album in studio
- 1995 – Season of da Siccness (Black Market/Priority)
- 1997 – Loaded (Black Market/Priority)
- 2000 – EBK4 (Black Market)
- 2001 – The Virus (Black Market)
- 2003 – Lynch by Inch: Suicide Note (Siccmade Music)
- 2010 – Dinner and a Movie (Strange Music)
- 2011 – Coathanga Strangla (Strange Music)
- 2013 – Mabbibalector (Strange Music)

In collaborazione
- 2001 – Blocc Movement (con C-Bo)
- 2002 – The Plague (con Doomsday Productions)
- 2003 – Uthanizm (con Tall Cann G)
- 2004 – Trigganometry (con COS as Suspicion)
- 2006 – The New Season (con MC Eiht)
- 2009 – Suspicion, Vol. 2 (con COS)
- 2017 – Premeditated (con Ren Da Heatmonsta)

### Raccolte
- 1998 – Nigga Deep (con Sicx) (Siccmade Muzicc)
- 2000 – Now Eat: The Album (Siccmade Muzicc)
- 2002 – Appearances: Book 1 (Black Market)
- 2002 – Remains: Book 2 (Black Market)
- 2002 – Book III (BP Metro)
- 2004 – Siccmix: Our Most Gangsta Hits (con Doomsday Productions) (Cin Sity)
- 2007 – The Rigput Collection (Madesicc Muzicc)
- 2007 – The Fixxx (Madesicc Muzicc)
- 2011 – The Rigput Collections Two (Siccmade Muzicc)
- 2023 – Turnmatator X Torment (Madesic Muzicc/RBC/BMG)

### EP
- 1993 – 24 Deep
- 2016 – Bullet Maker
- 2019 – Torment
- 2020 – The Turnmanator
- 2020 – Fundamentals of Ripgut Cannibalizum the Vault
- 2021 – Fatal

### Mixtape
- 2010 – The Alter Ego Project (con G-Macc) (Madesicc Muzicc)
- 2010 – The Gas Station (Madesicc Muzicc)
- 2014 – The Gas Station, Volume 2 (Madesicc Muzicc)